# Saryszagan
Saryszagan – osiedle typu miejskiego w Kazachstanie, położone nad jeziorem Bałchasz w obwodzie karagandyjskim. W 2006 roku liczyło ok. 4,1 tys. mieszkańców.
W okolicy znajdował się poligon wojskowy „A” do testowania rakiet dla radzieckich wojsk obrony powietrznej, urządzony postanowieniem władz ZSRR z 17 sierpnia 1956 roku.
Poza testowaniem systemów obrony przeciwrakietowej przeprowadzane są tam badania rozwojowe nad krajowymi pociskami balistycznymi, wykorzystywanymi przez Wojska Rakietowe Przeznaczenia Strategicznego i Marynarkę Wojenną.